# Беспедальный велосипед

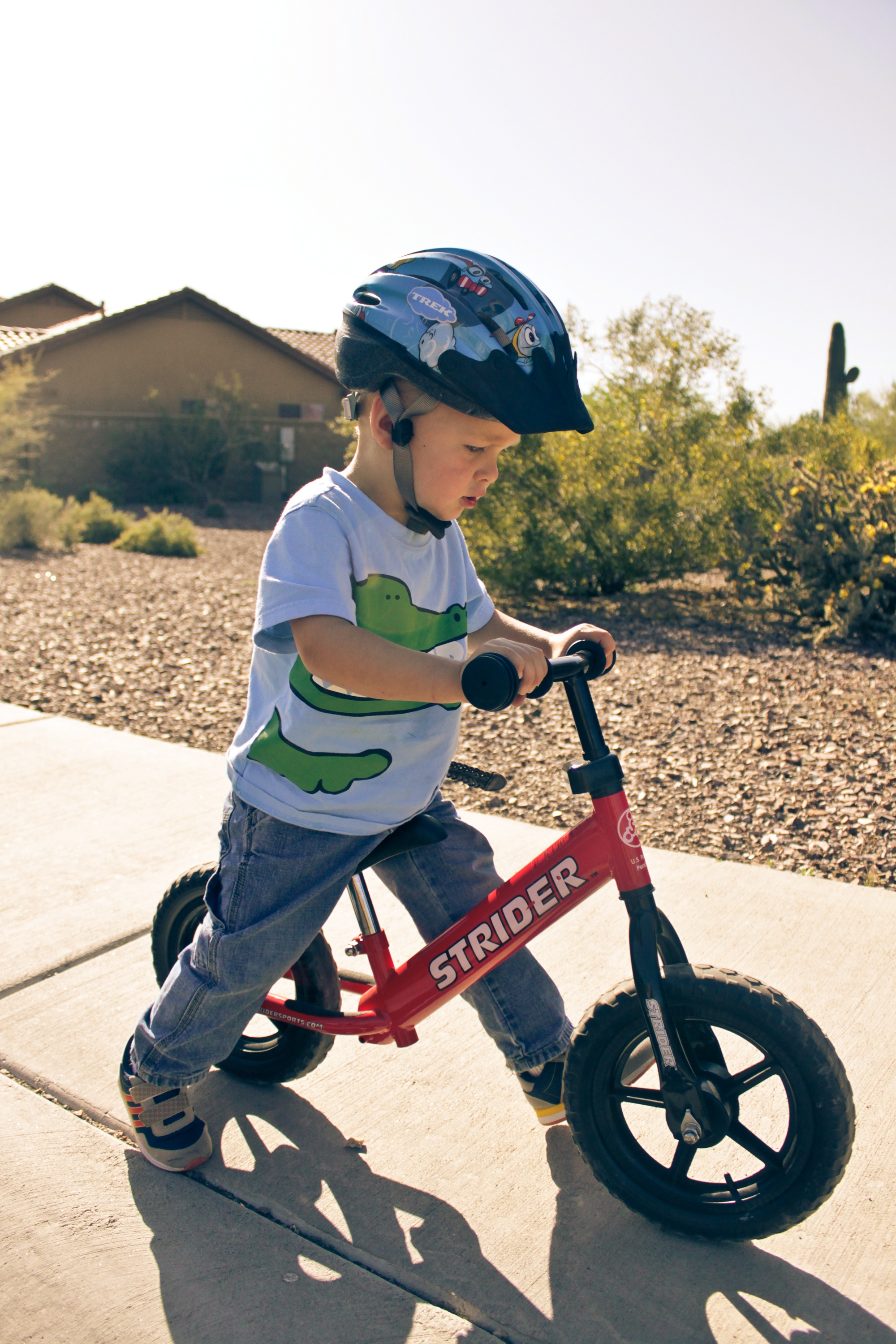
Малыш на беговеле

Беспеда́льный велосипе́д или Беговел — велосипед без педалей и трансмиссии. Совмещает в себе черты велосипеда и самоката: как и на велосипеде, наездник сидит в седле, однако, как и на самокате, он едет, отталкиваясь ногами от земли (а не нажимая на педали).
Основное преимущество беспедального велосипеда в том, что на нём ребёнку легче научиться «держать равновесие», чем на обычном педальном велосипеде. А преимущество перед самокатом — в равномерном распределении физической нагрузки (так как обе ноги одинаково задействованы в движении).
Беспедальным был первый в мире двухколёсный велосипед, сконструированный Карлом Дрезом в 1817 году. Однако лишь к началу XXI века беспедальная модель пережила своеобразное возрождение и стала в новой конструкции использоваться как детский транспорт. Сейчас это один из популярных видов детского транспорта в Европе и США, с начала 2010-х годов получающий всё большее распространение и в России (известен как бегове́л, велобе́г, велосамока́т, велока́т, велохо́д, велоке́тт, используются также английские названия балансба́йк или ранба́йк, либо немецкое лауфра́д).

## Разновидности

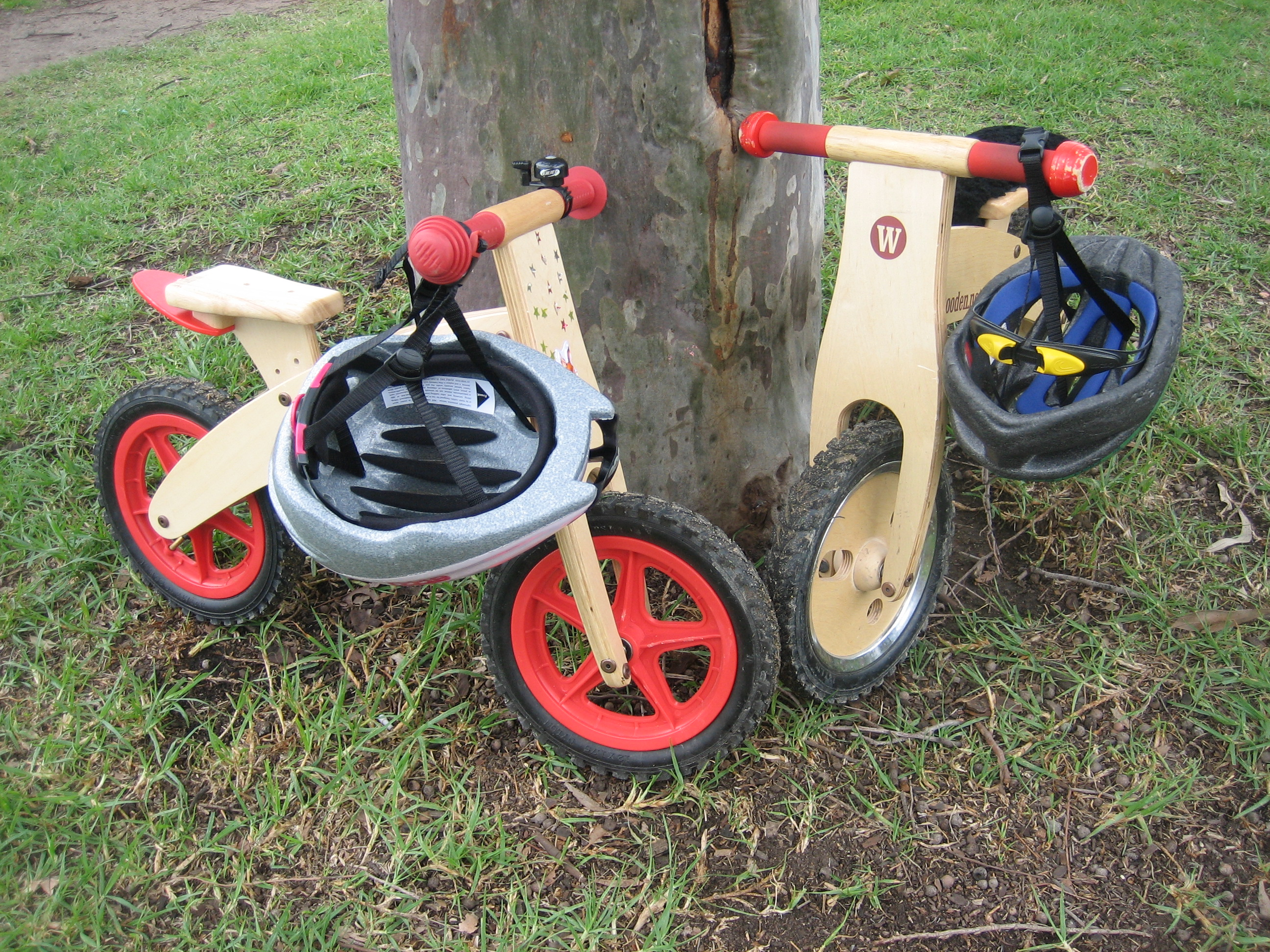
Беговелы с деревянными рамами

Беговелы бывают как двухколёсными, так и трёх- и четырёхколёсными. Они изготавливаются из металла, пластика либо дерева. Как правило, беговелы не имеют тормозов, однако некоторые модели оснащаются ручным тормозом. Существуют гибридные модели — велосипед, с которого можно снять педали и уменьшить высоту рамы, превратив его в беговел.
На современных беговелах есть возможность заменить колёса на зимние лыжи, таким образом ребёнок может на нём кататься в любую пору года.

## Использование
Как правило, беговелы предназначены для детей начиная с одного года и до пяти-шести лет. С их помощью дети обучаются держать равновесие при езде, так что нередко беговелы становятся промежуточным этапом перед обучением катанию на обычном педальном велосипеде.

## История
Непосредственным предшественником детского беговела был деревянный прототип двухколёсного велосипеда, изобретённый Карлом Дрезом и названный им «машиной для бега» (нем. Laufmaschine). Первая поездка на этой машине состоялась 12 июня 1817 года, а патент на её изобретение Дрез получил в 1818 году. Она также была известна как дрезина (по имени изобретателя), а в 1818 году француз Ж. Н. Ньепс предложил для усовершенствованной им модели с более удобным седлом название велосипед (фр. vélocipède, от сочетания «быстрые ноги» на латыни). В Англии это транспортное средство именовали hobby-horse («лошадка-потешка») или dandy-horse («лошадка для денди») — во втором случае это было связано с тем, что в те годы ездили на нём в основном праздные молодые денди.
В конце XX века этот вид транспорта был открыт заново: в 1997 году немецкому дизайнеру Рольфу Мертенсу пришла в голову идея сконструировать для своего двухлетнего сына аналогичную модель, на которой ребёнок мог бы ехать, отталкиваясь ногами и постепенно обучаясь держать равновесие. Детский беспедальный велосипед стал приобретать всё большую популярность, и Мертенс с братом основали компанию Kokua по продаже своего изобретения. По-немецки такой велосипед стал называться Laufrad (от слов нем. laufen «бежать» и нем. rad «колесо»).
В России продвижение данного товара началось в 2009 году.